# Hermógenes Fonseca
Hermógenes Valente Fonseca (Rio de Janeiro, 1908. november 4. – ?) brazil labdarúgó, fedezet.

## Pályafutása
1922 és 1926 között az Andarahy, 1927 és 1934 között a Rio de Janeiró-i America labdarúgója volt. A riói csapattal két állami bajnokságot nyert. 1935-ben a Andarahy csapatában fejezte be az aktív játékot.
Tagja volt az 1930-as uruguayi világbajnokságon részt vevő brazil válogatottnak.

## Sikerei, díjai
America
- Carioca bajnokság
  - bajnok (2): 1928, 1931